# Sint-Niklaaskerk (Durbuy)
De Sint-Niklaaskerk (Frans: église Saint-Nicolas) is een rooms-katholieke parochiekerk en voormalige kloosterkerk in de Belgische plaats Durbuy, in de provincie Luxemburg. De kerk werd gebouwd in 1630 en in 1766 uitgebreid met een koor.

## Geschiedenis
In de 17e eeuw kreeg Laurent de Jeune, deken van een kapittelkerk in Maastricht, toestemming van Filips IV voor de stichting van een minderbroedersklooster in Durbuy in het voormalige huis van zijn vader. Een kloosterkerk werd gebouwd in 1630, maar pas in 1642 gewijd aan Johannes de Doper. In 1766 werd de kerk uitgebreid met een groot koor. Na opheffing van het klooster in 1795 werd de kerk in 1810 (mogelijk 1802) toegewezen aan de parochie van Durbuy, omdat de parochiekerk ernstig vervallen was. Bij deze transfer werd de kerk gewijd aan Sint Nicolaas.
In 1845 werd het dak opnieuw opgetrokken in neogotische stijl. Begin 2021 is de kerk gerestaureerd.

## Gebouw
De kerk, opgetrokken uit kalksteen, kenmerkt zich door het grote koor dat is ontworpen in classicistische stijl. Het oudere schip is uitgevoerd in gotische stijl. De geveltoren heeft een ingesnoerde torenspits.
In de kerk is een orgel aanwezig uit de 18e eeuw, waarvan de bouwer onbekend is. In 1927 werd het orgel gerestaureerd door Lemercinier uit Jambes. Op het orgel bevindt zich een beeld van een staande, trompetterende engel, die is vervaardigd door Martin Jacques (1703-1773).
De barokke kansel is afkomstig uit de oude parochiekerk en rijk versierd met allegorische figuren. Het doopvont, eveneens afkomstig uit de oude parochiekerk, dateert uit 1588 en is voorzien van een koperen deksel en stenen basis uit de 19e eeuw.